# KompoZer
KompoZer（コンポーザー）は、Webオーサリングツールのひとつ。自由ソフトウェアとして、Windows、Mac OS X、GNU/Linux 向けに開発されており、無償で使用可能である。
なお、2010年以降アップデートが停止しており、HTML5への対応は行われていない。
Nvuをベースに開発されており、Nvuの開発中止後はNvuの公式サイトでもKompoZerのダウンロードを推奨している。
KompoZerと同じくNvuから派生したソフトウェアにBlueGriffonがある。

## 概要
KompoZerでは、WYSIWYGによる直感的なウェブページの作成が可能である。ただし、市販のWebオーサリングツールと比較すると、全般的に操作メニューは少なく、生成されるコードもシンプルである。従って、コンテンツ管理システムによるウェブページ制作を補完するような使い方には適していると言える。
標準設定では、作成されるドキュメントタイプはHTML 4.0だが、XHTML 1.0にも設定可能である。
標準設定では、CSSコードはHTMLファイルに挿入されるが、外部CSSファイルを対話的に編集できるダイアログも用意されている。
KompoZerは、HTMLレンダリングエンジンとしてGeckoを採用している。KompoZer 0.7.10で採用されているGeckoのバージョンはFirefox 1.0時代の古いものだが、生成されるページはウェブ標準に準拠したブラウザではほぼ同じレイアウトとなる。
FTP機能も内蔵されているが、ローカル側のファイル一覧ができないなど、機能的な弱点がある。
アップロードしたHTMLコードについて、W3Cのバリデーションチェックを行う機能もある。

## 日本語での利用
標準のユーザインタフェースは英語だが、使用言語やキャラクターセットなどを適切に設定すれば、日本語ページも問題無く編集できる。
ユーザインタフェースについても、ランゲージパックを利用することによって変更可能である。0.7.10については、KompoZer公式サイトにて、もとひこ制作によるJLP (Japanese Language Pack) が公開されており、ヘルプの大部分を除く主要なメニューの日本語化が可能である。